# Барон Макферсон Драмоктерский
Барон Макферсон Драмоктерский из Грейт-Уорли в графстве Эссекс — наследственный титул в системе Пэрства Соединённого королевства. Он был создан 30 января 1951 года для шотландского предпринимателя, государственного служащего и политика-лейбориста Томаса Макферсона (1888—1965). Ранее он представлял в Палате общин Великобритании Ромфорд (1945—1950). 
По состоянию на 2024 год носителем титула являлся его внук, 3-й барон Макферсон Драмоктерский (род. 1979), который стал преемником своего отца в 2008 году.

## Бароны Макферсон Драмоктерский (1951)
- 1951—1965: Томас Макферсон, 1-й барон Макферсон Драмоктерский (9 июля 1888 — 11 июня 1965), старший сын Джеймса Макферсона[1];
- 1965—2008: Джеймс Гордон Макферсон, 2-й барон Макферсон Драмоктерский (22 января 1924 — 7 сентября 2008), единственный сын предыдущего[2];
- 2008 — настоящее время: Джеймс Энтони Макферсон, 3-й барон Макферсон Драмоктерский (род. 27 февраля 1979), единственный сын предыдущего от второго брака[3];
  - Наследник титула: достопочтенный Дэниэл Томас Макферсон (род. 23 января 2013), единственный сын предыдущего[4].